# Jean-Baptiste de Bousset
Jean-Baptiste Drouard de Bousset, né en 1662 à Asnières-lès-Dijon et mort le 3 octobre 1725 à Paris, est un compositeur et chanteur baroque français.
Il est né à Asnières, de petite noblesse, il étudie à Dijon chez les Jésuites et la musique  avec le maître de la musique de la Sainte-Chapelle Jacques Fargeonnel. S'établissant à Paris, il devient maître de musique du roy de la chapelle du Louvre, de l'Académie Française à la fin des années 1690 à la suite de Claude Oudot, de l'Académie des inscriptions à partir de 1702 et enfin de l'Académie des sciences. Son rôle consistait principalement dans ces institution à composer et à faire jouer un grand motet à l'occasion de la fête de la Saint-Louis les 25 août. 
Réputé pour ses talents de chanteur, il est promu en particulier par l'éditeur Christophe Ballard, dont il épousera la femme de son frère Pierre Ballard, Marie-Marguerite de Sequeville. De cette un naît un fils, René Drouard de Bousset, qui devint un organiste réputé qui publia également deux séries de cantates sur des sujets bibliques.  

## Œuvres, éditions, enregistrements
Œuvres
- Psaumes paraphrasés par Elisabeth-Sophie Chéron (1648-1711), Ballard Paris.
- Deus noster refugium (psaume 45), conservé à la Bibliothèque Municipale de Lyon.

Enregistrements
- Les Fastes De Bacchus, réal. Michel Verschaève, La Compagnie Baroque. Arion
- Airs Sérieux, Elizabeth Dobbin, Le Jardin Secret. Fuga Libera (Outhere, 2016)

## Postérité
À Asnières, sa ville natale, le nom erroné de Jean-Baptiste Drouard de Bousset a été donné à la rue "Brouard".